# Teinopodagrion waynu
Teinopodagrion waynu – gatunek ważki z rodziny Megapodagrionidae. Endemit północnego Peru, występuje na wschodnich zboczach Andów.
Gatunek ten został opisany w 2001 roku przez Jürga C. de. Marmelsa. Autor za holotyp uznał okaz muzealny – samca odłowionego w październiku 1936 roku przez Feliksa Woytkowskiego nad Río Seco w prowincji Rioja (region San Martín); autor zbadał też 23 paratypy odłowione w 1936 i 1947 roku, także przez Woytkowskiego. Epitet gatunkowy pochodzi od „waynu” (język keczua) – peruwiańskiego tańca ludowego.